# Jean de Fer
Jean de Fer, ou Jean-de-fer (en allemand : Der Eisenhans) est un conte inclus dans les Contes de l'enfance et du Foyer des frères Grimm. Il porte le numéro KHM 136. Il n’apparaît que dans la sixième et dernière édition de 1850. Une part importante du récit se base sur Le Jean de Fer (Der eiserne Hans) de Friedmund von Arnim issu du recueil Cent Nouveaux Contes recueillis dans les montagnes (Hundert neue Märchen im Gebirge gesammelt), dont la première édition date de 1844. La classification Aarne-Thompson-Uther, dédiée aux contes-types, associe à Jean de Fer les codes ATU 502 et ATU 314.

## Résumé

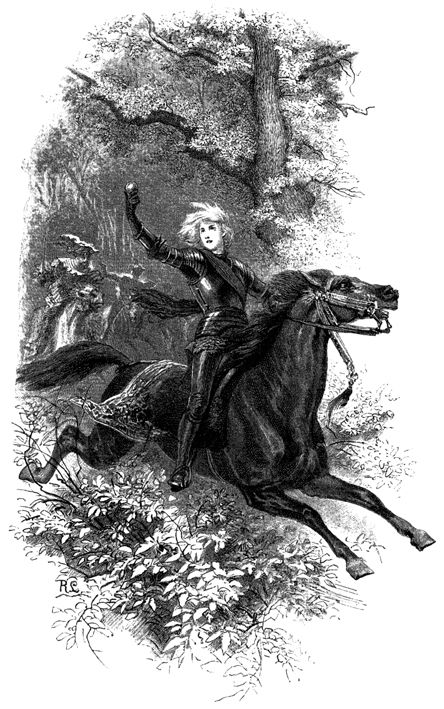
Le prince comme chevalier mystérieux

Un roi possède une immense forêt remplie d’animaux sauvages. Il charge un chasseur d’aller chasser pour lui un chevreuil, mais celui-ci ne revient pas de sa mission. Le roi envoie donc d’autres chasseurs à la recherche du premier ; mais pas un seul chasseur ne revient des bois. Par la suite, plus personne ne se risque à s’aventurer dans cette forêt.
Un jour arrive un nouveau chasseur, qui s'en va parcourir la forêt avec son chien. Le chien découvre une mare au fond de laquelle se trouve un homme sauvage, des hommes et des animaux. Le chasseur laisse la mare se vider et capture l’homme sauvage, nommé Jean de Fer.
Jean de Fer est enfermé dans une cage dans la cour du roi où il reste prisonnier. Le fils du roi se laisse convaincre par Jean de Fer de le libérer en volant la clef de la cage qui se trouvait sous l’oreiller de la reine sa mère. L’homme sauvage emmène le fils du roi et il s’enfonce avec lui au fond des bois. Le prince doit prendre garde au puits magique de l’homme sauvage, dans lequel tout ce qui entre se trouve changé en or. Le prince commet trois fois l’erreur d’y laisser tomber quelque chose, notamment les mèches de sa longue chevelure, qui en devient dorée. Jean de Fer est furieux de voir qu'il a failli à sa mission, mais il lui laisse une chance.
En le laissant partir, Jean de Fer promet au Prince qu’il lui portera secours lorsqu’il en aura besoin.
Le fils ne retourne plus à la cour de son père : il parcourt le monde avant d'être embauché comme jardinier auprès d’un autre roi. Il tombe amoureux de la fille de ce roi, qui a elle aussi de l’affection pour lui. Alors que le roi s’engage dans une guerre avec un autre royaume, le prince recourt à l’aide promise par Jean de Fer. Celui-ci rejoint le roi et lui assure la victoire, après quoi il disparaît. Le roi organise un tournoi de trois jours afin d’inciter le victorieux inconnu à se montrer et de pouvoir le remercier. La fille du roi doit chaque jour du tournoi récompenser d’une pomme d’or le vainqueur. Le prince ne peut résister à la tentation : il participe lui aussi au tournoi, avec chaque jour un cheval et une armure différents, donnés par Jean de Fer. Il remporte les pommes d’or l’une après l’autre les trois jours de lice. À sa troisième victoire pourtant, les hommes du roi démasquent le jardinier. Prié de s'expliquer, il avoue sa véritable origine et raconte toute son histoire. En tant que prince, et vainqueur, il réclame la main de la princesse. Le roi aussi bien que sa fille accèdent volontiers à sa demande.
Lors de la fête des noces, les parents du prince peuvent à nouveau serrer dans leurs bras le fils qu’ils pensaient avoir perdu. On voit aussi surgir un roi étranger et très majestueux, qui se présente comme Jean de Fer. L’homme explique au prince que celui-ci l’a délivré d’un enchantement ; pour le remercier, il le fait héritier de son immense fortune.

## Adaptations
- Cécile Chicault a adapté le conte en livre illustré (Scutella éditions)
- Un épisode de la série d'animation Simsala Grimm[1].